# Tadeusz Bieniasz

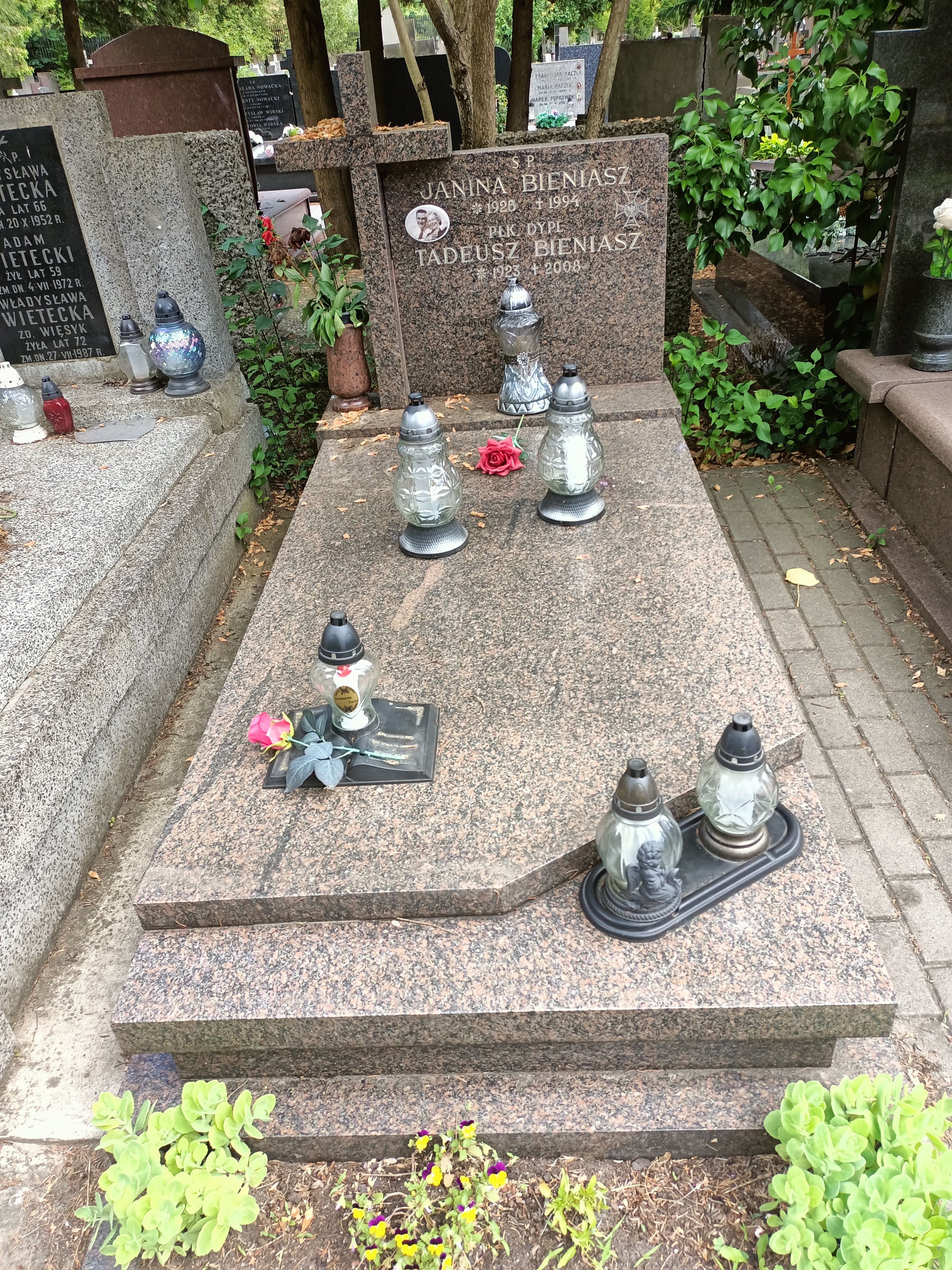
Grób Tadeusza i Janiny Bieniaszów

Tadeusz Bieniasz (ur. 4 października 1923, zm. 22 marca 2008) – pułkownik dyplomowany Wojska Polskiego, uczestnik II wojny światowej w szeregach 1 Armii Wojska Polskiego.

## Życiorys
W czasie II wojny światowej był żołnierzem 10 pułku piechoty 4 Pomorskiej Dywizji Piechoty im. Jana Kilińskiego. Brał udział w walkach o Pragę, był ranny w walkach o Kołobrzeg, uczestniczył w forsowaniu Odry. Po zakończeniu działań wojennych skierowany do 3 Frontowej Oficerskiej Szkoły Piechoty, po jej ukończeniu służbę pełnił w 3 Dywizji Piechoty, 6 Pomorskiej Dywizji Piechoty oraz 9 Drezdeńskiej Dywizji Piechoty. Następnie został skierowany do Głównego Zarządu Szkolenia Bojowego. Ukończył Akademię Sztabu Generalnego WP i kurs podyplomowy. W 1976 r. ze stanowiska zastępcy szefa Zarządu Szkolnictwa Wojskowego MON, został przeniesiony do Ministerstwa Oświaty i Wychowania na stanowisko dyrektora Departamentu Szkolenia Obronnego, z którego po 43 latach służby odszedł w stan spoczynku w 1987 roku. Członek PPR i PZPR.
Był autorem publikacji z zakresu obronności w systemie szkolnym. W cywilu podjął pracę w Wydawnictwach Szkolnych i Pedagogicznych. Działał społecznie w Kole nr 5 Związku Byłych Żołnierzy Zawodowych w Warszawie oraz w Klubie Kombatantów 4 DP i w Zarządzie Głównym Ligi Obrony Kraju.
10 października 1978 Minister Obrony Narodowej wyróżnił go wpisem do „Honorowej Księgi Czynów Żołnierskich”.
Żonaty z Janiną Eugenią Bieniasz (1928-1994). Pochowany 31 marca 2008 r. na Wojskowych Powązkach w Warszawie (kwatera G-2-24).

## Ordery i odznaczenia
- Krzyż Srebrny Orderu Wojennego Virtuti Militari
- Krzyż Komandorski Orderu Odrodzenia Polski
- Krzyż Oficerski Orderu Odrodzenia Polski
- Krzyż Kawalerski Orderu Odrodzenia Polski
- Krzyż Walecznych
- Medal 10-lecia Polski Ludowej
- Medal 30-lecia Polski Ludowej
- Medal 40-lecia Polski Ludowej
- Medal Zwycięstwa i Wolności 1945
- Złoty Medal „Siły Zbrojne w Służbie Ojczyzny”
- Srebrny Medal „Siły Zbrojne w Służbie Ojczyzny”
- Brązowy Medal „Siły Zbrojne w Służbie Ojczyzny”
- Medal „Za udział w walkach o Berlin”
- Medal „Za udział w walkach w obronie władzy ludowej”
- Złoty Medal „Za zasługi dla obronności kraju”
- Srebrny Medal „Za zasługi dla obronności kraju”
- Brązowy Medal „Za zasługi dla obronności kraju”
- Medal Komisji Edukacji Narodowej
- inne odznaczenia resortowe, regionalne i stowarzyszeniowe